# Comtat d'Oakland
El comtat d'Oakland és un comtat de l'estat de Michigan dels Estats Units. Es troba al nord-oest de l'àrea metropolitana de Detroit, de la qual forma part.
Segons el cens de 2020, la seva població era d'1.274.395 habitants, cosa que el converteix en el segon comtat més poblat de Michigan, darrere del comtat veí de Wayne. És el comtat més gran dels Estats Units sense una ciutat de 100.000 habitants. La seu del comtat és Pontiac. El comtat va ser fundat el 1819 i organitzat el 1820.
El comtat d'Oakland està format per 62 ciutats, municipis i pobles, i forma part de l'àrea estadística metropolitana de Detroit-Warren-Dearborn. La ciutat de Detroit es troba al comtat veí de Wayne, al sud de la 8 Mile Road. El 2010, el comtat d'Oakland es trobava entre els deu comtats més rics dels Estats Units amb més d'un milió de residents. També acull la Universitat d'Oakland, una gran institució pública que es troba a la frontera entre les ciutats d'Auburn Hills i Rochester Hills.
La iniciativa econòmica basada en el coneixement del comtat, encunyada com a "Carreró d'Automatització" (Automation Alley en anglès), ha desenvolupat un dels centres d'ocupació més grans per a enginyeria i ocupacions relacionades als Estats Units, i algunes de les principals empreses inclouen General Motors, Ford i Chrysler, conegudes col·lectivament com les Tres Grans.

## Demografia
Segons el cens del 2010, hi havia 1.202.362 habitants i 315.175 famílies residents al comtat. El 77,3% eren blancs, el 13,6% negres o afroamericans, el 5,6% asiàtics, el 0,3% nadius americans, l'1,0% d'alguna altra raça i el 2,2% de dues o més races. El 3,5% eren hispans o llatins (de qualsevol raça).Hi havia 527.255 unitats d'habitatge amb una densitat mitjana de 218 per quilòmetre quadrat.
Pel que fa a l'ascendència, l'any 2000 el 14,4% de la població era ètnicament alemanya, un 9,0% irlandesa, un 8,5% anglesa, un 8,5% polonesa, un 5,7% italiana i un 5,5% nord-americana, 87,4% només parlava anglès a casa; 2,0% parlava espanyol, 1,3% siríac (neorameu) i 1,0% àrab. Segons el cens del 2000, la densitat de població era de 528 habitants per quilòmetre quadrat. Hi havia 492.006 habitatges amb una densitat mitjana de 218 per quilòmetre quadrat.

## Comunitats(Communities)

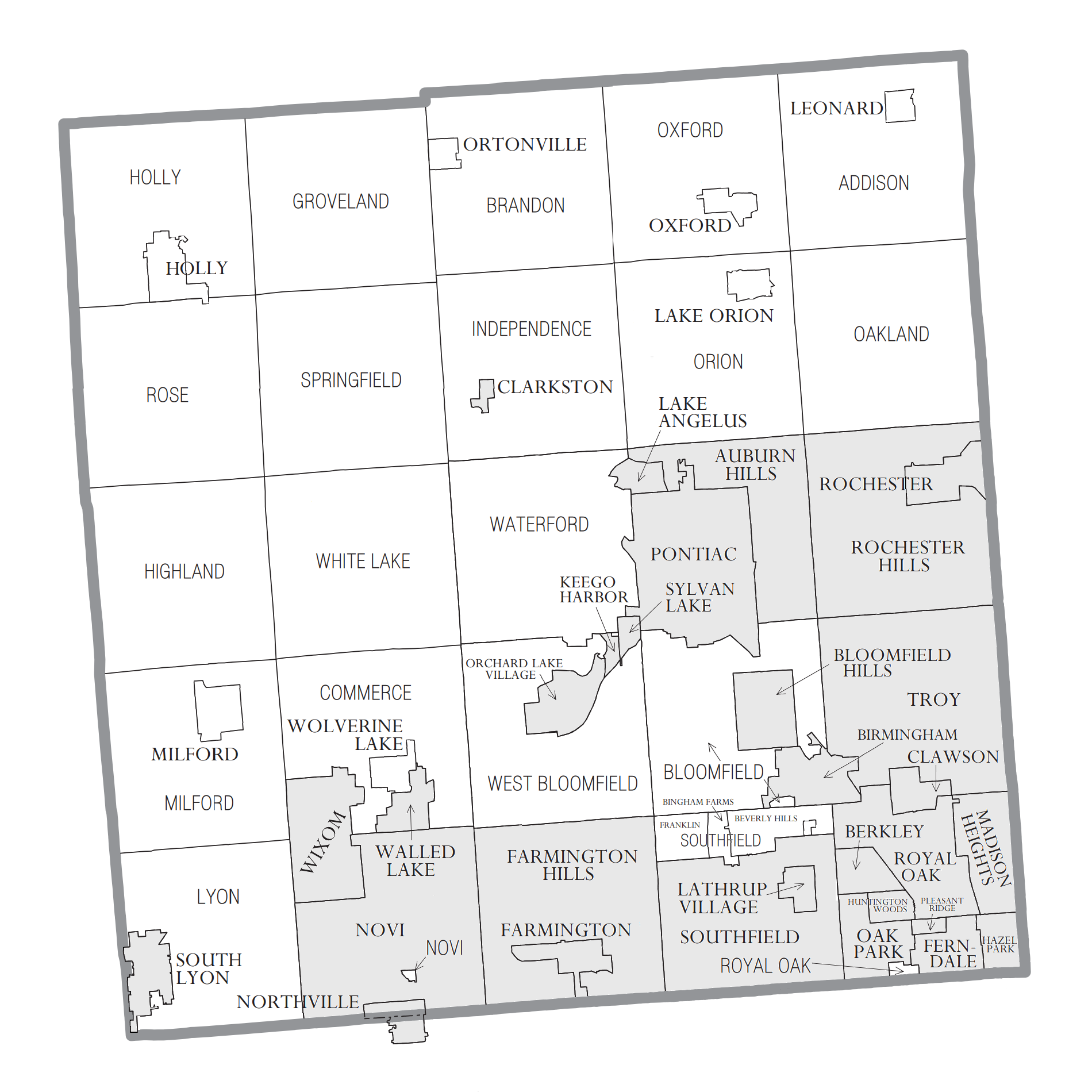
Mapa de dades del cens dels Estats Units que mostra els límits municipals locals dins del comtat d'Oakland. Les zones ombrejades representen ciutats incorporades.

### Ciutats(Cities)
- Auburn Hills
- Berkley
- Birmingham
- Bloomfield Hills
- Clarkston
- Clawson
- Farmington
- Farmington Hills
- Fenton (majoritàriament al Genesee County)
- Ferndale
- Hazel Park
- Huntington Woods
- Keego Harbor
- Lake Angelus
- Lathrup Village
- Madison Heights
- Northville (parcialment al comtat de Wayne)
- Novi
- Oak Park
- Orchard Lake Village
- Pleasant Ridge
- Pontiac (seu del comtat)
- Rochester
- Rochester Hills
- Royal Oak
- South Lyon
- Southfield
- Sylvan Lake
- Troy
- Walled Lake
- Wixom

### Pobles(Villages)
- Beverly Hills
- Bingham Farms
- Franklin
- Holly
- Lake Orion
- Leonard
- Milford
- Ortonville
- Oxford
- Wolverine Lake

### Municipis de la Carta(Charter townships)
- Bloomfield
- Brandon
- Commerce
- Highland
- Independence
- Lyon
- Milford
- Oakland
- Orion
- Oxford
- Royal Oak
- Springfield
- Waterford
- West Bloomfield
- White Lake

### Municipis civils(Civil townships)
- Municipi d'Addison
- Municipi de Groveland
- Municipi de Holly
- Municipi de Novi
- Municipi de Rose
- Municipi de Southfield

### Comunitats no incorporades(Unincorporated communities)
- Andersonville
- Austin Corners
- Brandon Gardens
- Campbells Corner
- Charing Cross
- Clintonville
- Clyde
- Commerce
- Davisburg
- Drayton Plains
- East Highland
- Elizabeth Lake
- Five Points
- Four Towns
- Gingellville
- Glengary
- Goodison
- Groveland Corners
- Hickory Ridge
- Highland
- Huron Heights
- Jossman Acres
- Kensington
- Lake Orion Heights
- Lakeville
- New Hudson
- Newark
- Oak Grove
- Oakley Park
- Oakwood
- Oxbow
- Perry Lake Heights
- Rose Center
- Rose Corners
- Rudds Mill
- Seven Harbors
- Springfield
- Thomas
- Union Lake
- Walters
- Waterford Village
- Waterstone
- West Highland
- Westacres
- White Lake

## Rius
Hi ha quatre rius principals al comtat d'Oakland:
- Clinton
- Huron
- Rouge
- Shiawassee (riu)

La capçalera de cadascun d'aquests rius es troba al comtat d'Oakland.